# Jean Pelletier (évêque)
Pour les articles homonymes, voir Jean Pelletier et Pelletier.
Jean Pelletier, né le 9 mars 1963 à Angers, est un prélat catholique français, évêque de Mende depuis le 20 mai 2025.

## Biographie
Jean Pelletier est né en 1963 à Angers, et grandit à Saint-Sulpice dans le Maine-et-Loire.
Ingénieur en agriculture et titulaire d'une licence canonique en théologie fondamentale et dogmatique, Jean Pelletier est ordonné prêtre le 26 juin 1994, pour le diocèse d'Angers. Depuis 2022, il est supérieur de la Maison Charles de Foucauld.
Le 20 mai 2025, le pape Léon XIV le nomme évêque de Mende. Il s'agit du premier évêque français nommé par ce pape,. Jean Pelletier succède à Benoît Bertrand, nommé évêque de Pontoise en juillet 2024. 
Il sera ordonné le 7 septembre 2025 en la cathédrale Notre-Dame-et-Saint-Privat de Mende. 